# Irmtraud Engeldinger
Irmtraud Engeldinger (* 20. Juli 1949 in Merzig) ist eine deutsche Politikerin (SPD).
Nach der Volksschule besuchte Engeldinger die Haushaltsschule und absolvierte eine Ausbildung zur Groß- und Außenhandelskauffrau. Am Abendgymnasium in Dillingen legte sie anschließend auf dem zweiten Bildungsweg ihre Abiturprüfung ab. Danach war sie als Großhandelskauffrau und als Hausfrau tätig. Außerdem war sie ehrenamtliche Richterin am Landgericht Saarbrücken.
Engeldinger ist Mitglied der SPD und engagiert sich in der Arbeitsgemeinschaft sozialdemokratischer Frauen. Von 1990 bis 2004 gehörte sie dem Landtag des Saarlandes an, daneben war sie von 1999 bis 2004 Ortsvorsteherin ihres Heimatortes Schwemlingen. Bei der Wahl des Bundespräsidenten 1999 war sie Ersatzdelegierte des Landtags und nahm anstelle des verhinderten Fußballspielers Stefan Kuntz an der Bundesversammlung teil. Auch bei der darauf folgenden Präsidentenwahl war sie Ersatzmitglied, kam jedoch nicht zum Einsatz. 2004 hat sich Engeldinger von ihren politischen Ämtern zurückgezogen.
Engeldinger gehört der Arbeiterwohlfahrt an und war Mitglied der Gewerkschaft Handel, Banken und Versicherungen (heute ver.di). Sie ist Vorsitzende des Gewerbefördervereins Saargau-Tourist. Engeldinger ist verheiratet und hat zwei Kinder. 